# Georges Bouligand
Georges Louis Bouligand (n. 1889 - d. 12 aprilie 1979) a fost un matematician francez.
A fost autorul a numeroase articole și manuale ce se înscriu în domenii ca: analiză matematică, geometrie analitică, mecanică rațională, teoria relativității, fractali, topologie, fizică matematică, teoria potențialelor, mecanica solidelor și mecanica fluidelor și altele.
A fost profesor la Facultatea de Științe din Poitiers și Paris și membru al Academiei Franceze de Științe.
A dat o frumoasă demonstrație a teoremei lui Pitagora.
A colaborat cu Petre Sergescu la volumul Evoluția științelor matematice și fizice în Franța (1933), o lucrare apreciată de comunitatea științifică.

## Scrieri
- 1924: Leçons de géométrie vectorielle
- Géométrie analitique
- 1926: Imitation aux méthodes vectorielles et aux applications géométriques de l'analyse, al cărei scop a fost familiarizarea elevilor din școlile de matematici speciale cu metoda calculului vectorial
- 1935: Premières leçons sur la théorie générale des groupes.

Lucrările lui Bouligand au constituit preocuparea matematicienilor români Dimitrie Pompeiu și Nicolae Ciorănescu.